# مادادایو
مادادایو (انگلیسی: Madadayo) فیلمی در ژانر درام به کارگردانی آکیرا کوروساوا است که در سال ۱۹۹۳ منتشر شد. مادادایو، آخرین فیلم ساخته شده توسط کوروساوا است.

## بازیگران
- آکیرا ترائو
- کیوکو کاگاوا
- هیساشی ایگاوا
- نوریکو هونما
- هیده‌تاکا یوشی‌اوکا
- میتسورو هیراتا